# Municipio de Como (Misuri)
El municipio de Como (en inglés: Como Township) es un municipio ubicado en el condado de Nueva Madrid en el estado estadounidense de Misuri. En el año 2010 tenía una población de 1674 habitantes y una densidad poblacional de 5,62 personas por km².

## Geografía
El municipio de Como se encuentra ubicado en las coordenadas 36°33′50″N 89°50′8″O / 36.56389, -89.83556. Según la Oficina del Censo de los Estados Unidos, el municipio tiene una superficie total de 297.77 km², de la cual 296,85 km² corresponden a tierra firme y (0,31 %) 0,92 km² es agua.

## Demografía
Según el censo de 2010, había 1674 personas residiendo en el municipio de Como. La densidad de población era de 5,62 hab./km². De los 1674 habitantes, el municipio de Como estaba compuesto por el 83,15 % blancos, el 14,76 % eran afroamericanos, el 0,12 % eran amerindios, el 0,24 % eran isleños del Pacífico, el 0,6 % eran de otras razas y el 1,14 % eran de una mezcla de razas. Del total de la población el 1,67 % eran hispanos o latinos de cualquier raza.